# Live in Japan (álbum de George Harrison)
Live in Japan es el segundo álbum en directo de la carrera musical de George Harrison, después de The Concert for Bangla Desh, publicado en 1992. 
Asimismo, supone el último álbum publicado por Harrison en vida, acreditado a George Harrison, Eric Clapton & Band.

## Historia
En 1991, un año después del segundo y último álbum publicado bajo el grupo The Traveling Wilburys, Harrison fue persuadido por Eric Clapton para que fuera de gira con él a Japón. Aún con el agrio recuerdo de su primera gira tras la disolución de The Beatles en mente, Harrison acabó por aceptar, tocando con Clapton en diciembre de 1991 varios conciertos bien recibidos por la crítica musical, y en la que ambos alternaron sus canciones en el repertorio. 
Al fin pudo comprobar que la experiencia de salir de gira era buena, en la cual no sólo podía acercar a los seguidores a sus temas compuestos con The Beatles, sino también a sus éxitos en solitario. 
La gira podría haber servido de empujón para futuros conciertos, pero su inmersión en el proyecto Anthology junto a Paul McCartney y Ringo Starr y la posterior grabación de Brainwashed, así como su subsecuente enfermedad y muerte en 2001, quitaron toda posibilidad de que llevara a cabo más presentaciones en vivo.

## La gira
Live in Japan recoge los conciertos ofrecidos en Japón entre el 1 y el 17 de diciembre de 1991. Esta visita fue la primera y última de George desde que The Beatles estuvieran en ese país en 1966. 
La gira se realizó en seis instalaciones techadas en los siguientes doce shows:
- Yokohama Arena, Yokohama (domingo 1 de diciembre a las 6pm).
- Osaka Castle Hall, Osaka (lunes 2 de diciembre y martes 3 de diciembre ambos a las 7pm).
- International Exhibition Center, Nagoya (jueves 5 de diciembre a las 7pm).
- Hiroshima Sun Plaza Hall, Hiroshima (viernes 6 de diciembre a las 7pm).
- Fukouka Kokusai International Center Hall, Fukuoka (lunes 9 de diciembre a las 7pm).
- Osaka Castle Hall, Osaka (actuaciones el martes 10 de diciembre, miércoles 11 de diciembre y jueves 12 de diciembre todas a las 7pm).
- Tokyo Dome Stadium, Tokio (apodado Big Egg) (sábado 14 de diciembre a las 6pm, domingo 15 de diciembre a las 6pm y martes 17 de diciembre a las 7pm).

## Lanzamientos
El álbum fue publicado el 13 de julio de 1992 en el Reino Unido y el 14 de julio de 1992 en Estados Unidos, con la producción de "Spike y Nelson Wilbury", los dos seudónimos de George Harrison utilizados en The Traveling Wilburys. 
Live in Japan no entró en las listas de éxitos británicas, si bien alcanzó el puesto #126 en las estadounidenses y el #15 en las de Japón. 
En 2004, Live in Japan fue remasterizado y reeditado en formato SACD tanto por separado como junto a la caja The Dark Horse Years 1976-1992, bajo el sello Dark Horse Records y distribuido por EMI.

## Lista de canciones
Todas las canciones compuestas por George Harrison excepto donde se anota.

### Disco uno
1. "I Want to Tell You" – 4:33
  - Originariamente publicada en el álbum de The Beatles Revolver en 1966.
2. "Old Brown Shoe" – 3:51
  - Originariamente publicada como cara B del single "The Ballad of John and Yoko" en 1969.
3. "Taxman" – 4:16
  - Originariamente publicada en el álbum de The Beatles Revolver en 1966.
4. "Give Me Love (Give Me Peace On Earth)" – 3:37
5. "If I Needed Someone" – 3:50
  - Originariamente publicada en el álbum de The Beatles Rubber Soul en 1965.
6. "Something" – 5:21
  - Originariamente publicada en el álbum de The Beatles Abbey Road en 1969.
7. "What Is Life" – 4:47
8. "Dark Horse" – 4:20
9. "Piggies" – 2:56
  - Originariamente publicada en el álbum de The Beatles White Album 1 The Beatles en 1968.
10. "Got My Mind Set on You" (Rudy Clark) – 4:56

### Disco dos
1. "Cloud Nine" – 4:23
2. "Here Comes the Sun" – 3:31
  - Originariamente publicada en el álbum de The Beatles Abbey Road en 1969.
3. "My Sweet Lord" – 5:42
4. "All Those Years Ago" – 4:26
5. "Cheer Down" (George Harrison/Tom Petty) – 3:53
6. "Devil's Radio" – 4:25
7. "Isn't It a Pity" – 6:33
8. "While My Guitar Gently Weeps" – 7:09
  - Originariamente publicada en el álbum de The Beatles White Album 1 The Beatles en 1968.
9. "Roll Over Beethoven" (Chuck Berry) – 4:45
  - Originariamente publicada en el álbum de The Beatles With the Beatles en 1963.

## Personal
- George Harrison: guitarra principal y slide; guitarra acústica y voz principal.
- Eric Clapton : guitarra principal y voces
- Andy Fairweather-Low : guitarra y coros.
- Nathan East: bajo y coros.
- Greg Phillinganes: teclados órgano hammond y coros.
- Chuck Leavell: piano y teclados.
- Steve Ferrone : batería.
- Ray Cooper: percusión
- Katie Kissoon : coros de acopañamiento
- Tessa Niles: coros de acompañamiento.

## Listas de éxitos
| País           | Listas            | Listas           | Listas |
|                | Posición más alta | Semanas en lista |        |
| -------------- | ----------------- | ---------------- | ------ |
| Japón          | 15                | 4                |        |
| Estados Unidos | 126               | 2                |        |

- Datos: Q1523643